# Acipenser persicus
Acipenser persicus Borodin, 1897, conosciuto comunemente come storione persiano, è un pesce osseo appartenente alla famiglia famiglia Acipenseridae.

## Distribuzione e habitat
Questa specie è presente del bacino del mar Caspio, con una maggiore concentrazione nella zona meridionale. Nel suo areale storico lo storione persico si trovava anche in diversi corsi d'acqua ascendenti del mar Caspio. Attualmente, esso viene solo sporadicamente avvistato nel basso corso di alcuni fiumi dell'Iran, il Volga e l'Ural, e, talvolta il Terek e il Kura. Ad oggi, non è presente in Russia.

## Conservazione
La pesca illegale nella regione del Caspio rappresenta la principale minaccia per questa specie. Nel mar Caspio la cattura illegale di tutte le specie presenti è stata valutata essere dalle 6 alle 10 volte superiore rispetto a quella legale. Anche la pesca involontaria rappresenta una seria minaccia in tutto il suo areale.
In Iran l'inquinamento da agricoltura e da rifiuti domestici causa la perdita e il degradamento di diversi habitat della specie. In Azerbaigian e Kazakistan l'inquinamento da petrolio ed industriale ha portato la perdita degli habitat riproduttivi. In Russia l'inquinamento da petrolio è una minaccia potenziale. Anche l'effetto Allee rappresenta una seria minaccia per lo storione persiano, così come l'incapacità, spesse volte, di identificare geneticamente le varie specie di storione nel commercio internazionale, soprattutto in quanto il caviale di storione russo e di storione persiano possono essere mischiati.
La reintroduzione della specie è in corso in Iran (fin dal 1969), mentre banche genetiche per la specie sono presenti in Iran e Russia.
Esiste una regolamentazione nazionale ed internazionale nella pesca e commercio del caviale e della carne di questo storione, ma il mercato illegale è ancora fortemente radicato.